# 三山区
三山区（さんざん-く）は中華人民共和国安徽省蕪湖市に存在した市轄区。

## 行政区画
- 街道:三山街道、保定街道、竜湖街道、高安街道
- 鎮:峨橋鎮